# Spheterista reynoldsiana
Spheterista reynoldsiana là một loài bướm đêm thuộc họ Tortricidae. Nó là loài đặc hữu của Oahu.
Ấu trùng ăn Reynoldsia sandwicensis.